# Nitramide
Le nitramide est un composé chimique de formule H2N–NO2, isomère de l'acide hyponitreux HON=NOH. Les dérivés organiques du nitramide, de la forme R-N(NO2)-R’, où R et R’ peuvent représenter les deux côtés d'un cycle, sont appelés nitramines et constituent notamment une famille de puissants explosifs, à l'image du tétryl, du RDX, du HMX et du CL-20.
La molécule de nitramide serait plane à l'état solide cristallisé mias non plane en phase gazeuse.
La synthèse originale de Thiele et Lachman impliquait l'hydrolyse du nitrocarbamate de potassium :
K2(O2NNCO2) + 2 H2SO4 → H2NNO2 + CO2 + 2 KHSO4.
D'autres voies vers le nitramide passent par l'hydrolyse de l'acide nitrocarbamique :
O2NNHCOOH → O2NNH2 + CO2,
la réaction du sulfamate de sodium avec l'acide nitrique :
Na(SO3NH2) + HNO3 → O2NNH2 + NaHSO4,
ou encore la réaction du pentoxyde de diazote avec deux équivalents d'ammoniac :
N2O5 + 2 NH3 → O2NNH2 + NH4NO3.